# Herzbach (Schwarzbach)
Der Herzbach ist ein linker Zufluss des Schwarzbaches im Landkreis Aschaffenburg im bayerischen Spessart.

## Geographie

### Verlauf
Der Herzbach entspringt südöstlich von Hain im Spessart am Metzberg. Er verläuft in nordwestliche Richtung und nimmt einen Bach von Südwesten auf. Der Herzbach mündet kurz vor der Fußgängerunterquerung an der Spessartrampe in den Schwarzbach.

### Flusssystem Aschaff
- Liste der Fließgewässer im Flusssystem Aschaff

## Einzelnachweise

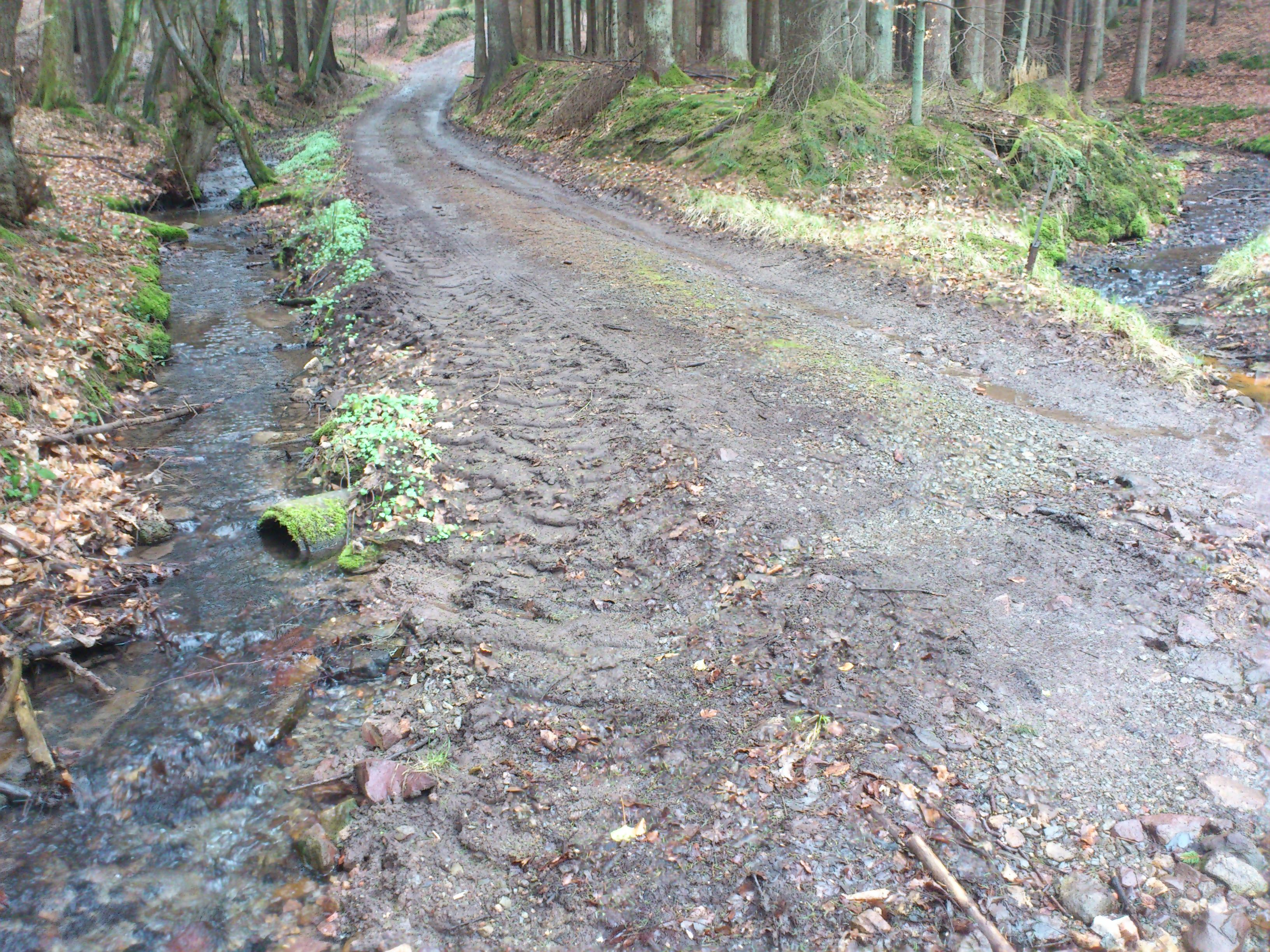
Der Herzbach (Rohr rechts) mündet in den Schwarzbach